# Нагорний (Увельський район)
Нагорний (рос. Нагорный) — селище у Увельському районі Челябінської області Російської Федерації.
Входить до складу муніципального утворення Кичигинське сільське поселення. Населення становить 1177 осіб (2010).

## Історія
Від 1924 року належить до Увельського району Челябінської області.
Згідно із законом від 17 вересня 2004 року органом місцевого самоврядування є Кичигинське сільське поселення.

## Населення
| 2002 | 2010  |
| ---- | ----- |
| 1106 | ↗1177 |